# Vlag van oblast Tambov
De vlag van oblast Tambov is in gebruik sinds 22 februari 2005. De vlag is verticaal verdeeld in twee gelijke delen, rood aan de linkerkant en blauw aan de rechterkant. Rood is een symbool van moed en standvastigheid. Het weerspiegelt de moed van de inwoners, hun grootmoedigheid, hun streven naar eenheid en solidariteit en de continuïteit van de generaties. Rood is ook afkomstig van historische vlaggen van Rusland, emblemen van de oblast Tambov en van de vlaggen uit de Sovjetperiode. Blauw symboliseert de grootsheid, natuurlijke schoonheid en reinheid van de oblast Tambov, trouw aan de tradities, foutloosheid en welzijn. In het midden de vlag staan het wapen van oblast Tambov, die een bijenkorf en drie bijen in wit op een blauw veld. De bijenkorf symboliseert het begrip thuis en de bijen staan voor vlijt en spaarzaamheid. Bovenop het wapen staat een gouden kroon. De breedte van het wapen is ongeveer 1/3 van de lengte van de vlag.